# Conacul urban Ianușevici
Conacul urban Ianușevici⁠ (sau Ianușevski) este un monument de arhitectură de însemnătate națională din orașul Chișinău, inclus în Registrul monumentelor ocrotite de stat din Republica Moldova.

## Istoric
Lotul de pământ aflat la colțul cartierului la intersecția străzilor Serghei Lazo și 31 August 1989 (denumirile curente) a fost vândut în noiembrie 1878 Anei Osipovna Ivanova de către Pavel Stepan Koleandji. Construcția s-a desfășurat între 1879 și 1891, conform planului arhitectului L. Scheidevandt. În vara anului 1892, proprietatea imobiliară a fost cumpărată de nobilul Bronislav Mecislavovici Ianușevici⁠(d), viitorul gubernator de Tambov și Stavropol⁠(d).

## Descriere
Clădirea a fost ridicată pe un plan rectangular, într-un parter pe un demisol. Spațiul interior este organizat cu tendințe spre un confort înalt, cu amplasarea rațională a încăperilor. Amplasarea la colțul cartierului a favorizat desfășurarea decorului arhitectural pe două fațade, ambele primordiale, clădirea obținând un aspect elegant și sobru. Paramentul fațadelor este în zidărie aparentă cu detaliile din piatră cioplită cu includerea unor brâie din cărămidă roșie sub cornișa casei și cornișele ferestrelor. Fațadele au compoziții simetrice, cu câte două rezalite laterale, încununate cu frontoane. Intrarea este un portic angajat unui rezalit la fațada orientată spre strada 31 August. Specifice stilului eclectic sunt detaliile folosite: cornișe, ancadramente la ferestre, rezalite cu colțurile în bosaje. Partea superioară a pereților conține o friză netedă, iar demisolul este evidențiat prin factura rustică a paramentului. Ferestrele sunt dreptunghiulare cu bolțarul central evidențiat, mărginite de lesene.